# راسيل مايرز

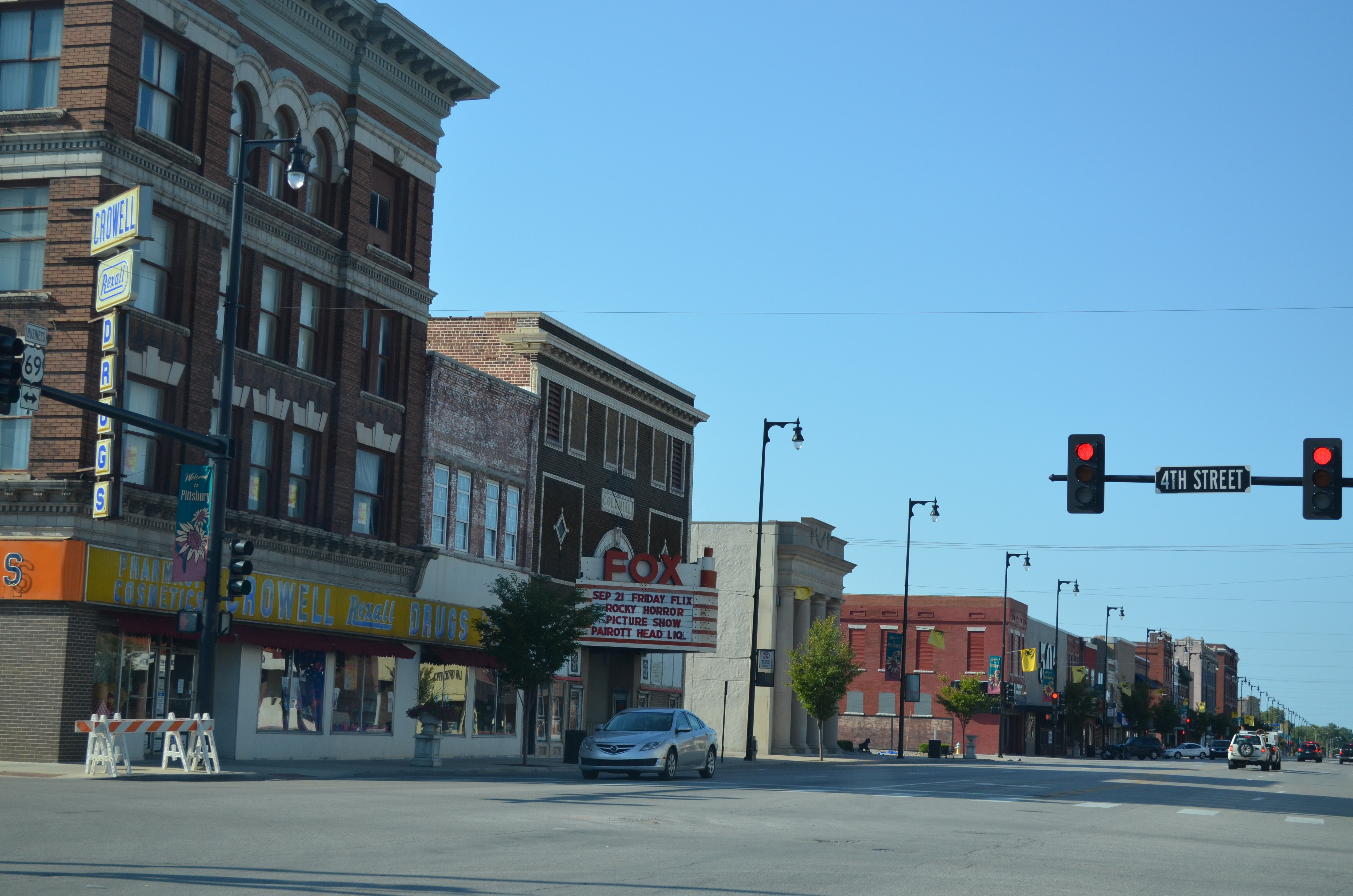
وسط مدينة بيتسبيرغ التاريخي، كانساس، ويظهر فيه مسرح كولونيال فوكس.

راسيل مايرز (بالإنجليزية: Russell Myers) هو رسام توضيحي ورسام كارتون أمريكي، ولد في 9 أكتوبر 1938 في بيتسبرغ في الولايات المتحدة.